# 국립 자연사 박물관 (파리)

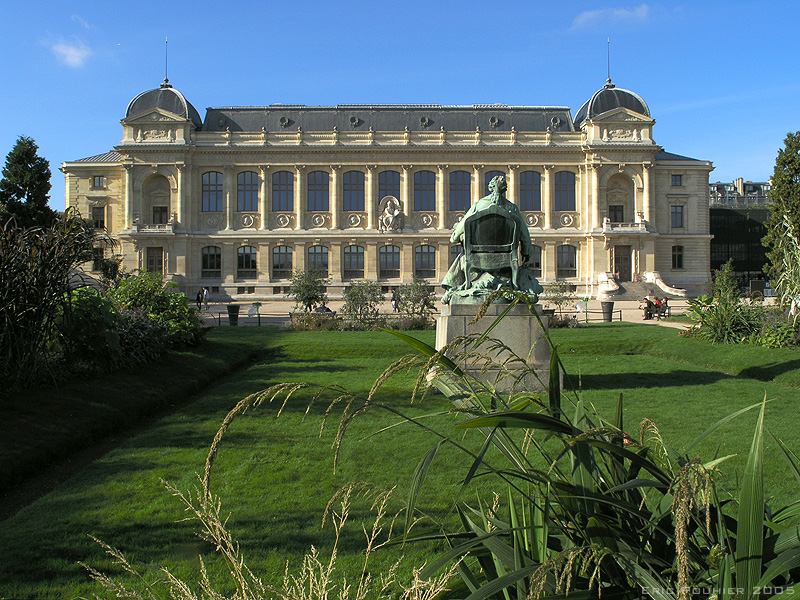
국립 자연사 박물관

국립 자연사 박물관(프랑스어: Muséum national d'histoire naturelle)은 프랑스 파리에 위치한 국립 박물관이다.